# Carretera de la Sierra
Carretera de la Sierra es un barrio de Granada, España, perteneciente al distrito Genil. Está situado en la zona centro-norte del distrito. Limita al norte con el barrio de San Matías-Realejo; al este, con el barrio de Lancha del Genil; y al suroeste, con el barrio de Bola de Oro.

## Lugares de interés
- Cementerio de San José
- Parroquia de Nuestra Señora de las Nieves, Paseo de las palmas.